# Benson & Hedges
Pour les articles homonymes, voir Benson et Hedges.

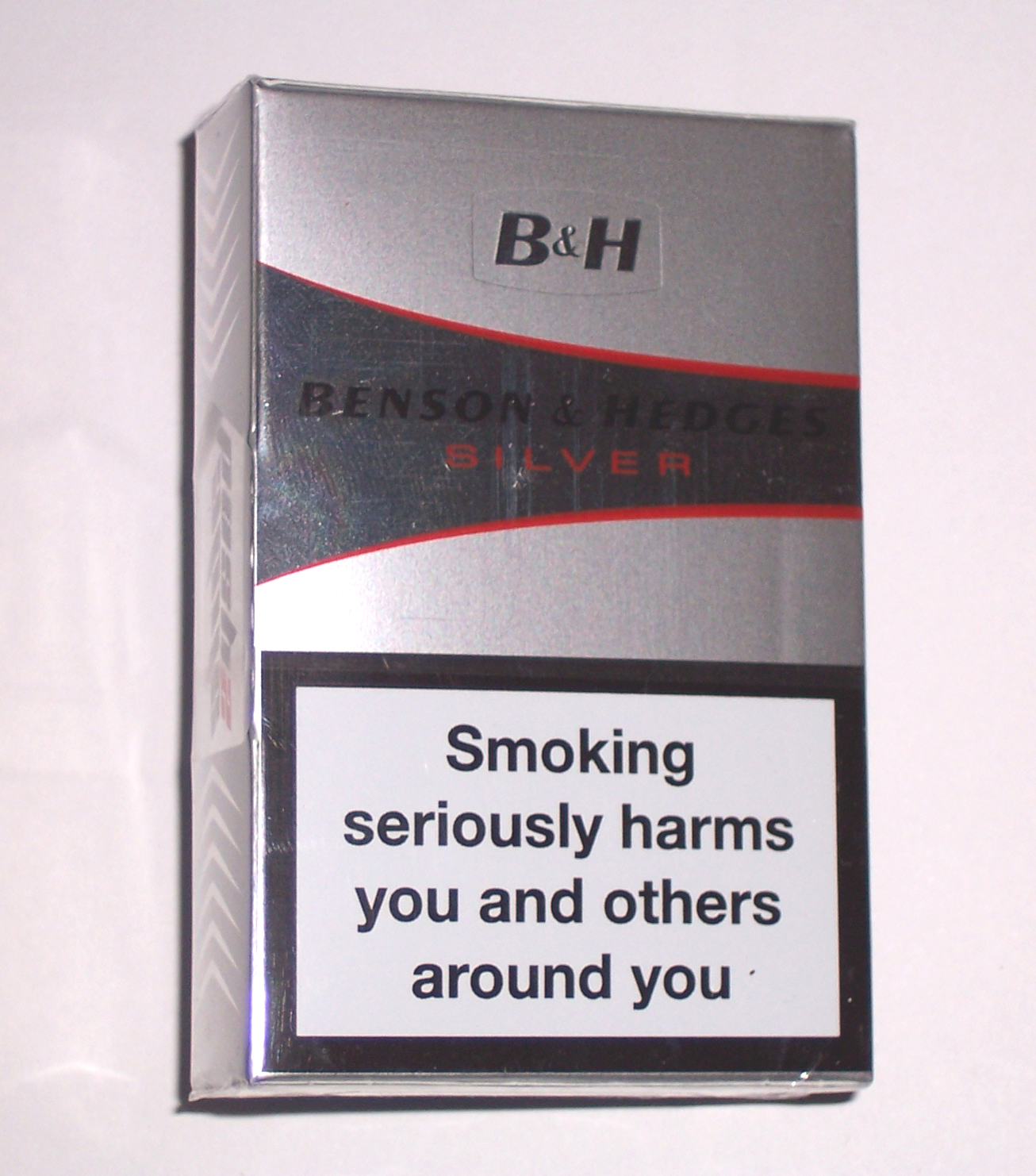
Benson & Hedges Silver

Benson & Hedges est une marque de cigarettes déposée par le groupe Japan Tobacco. Au Canada, la marque est distribuée par Rothmans, Benson & Hedges, une compagnie affiliée à Philip Morris International.

## Sponsor

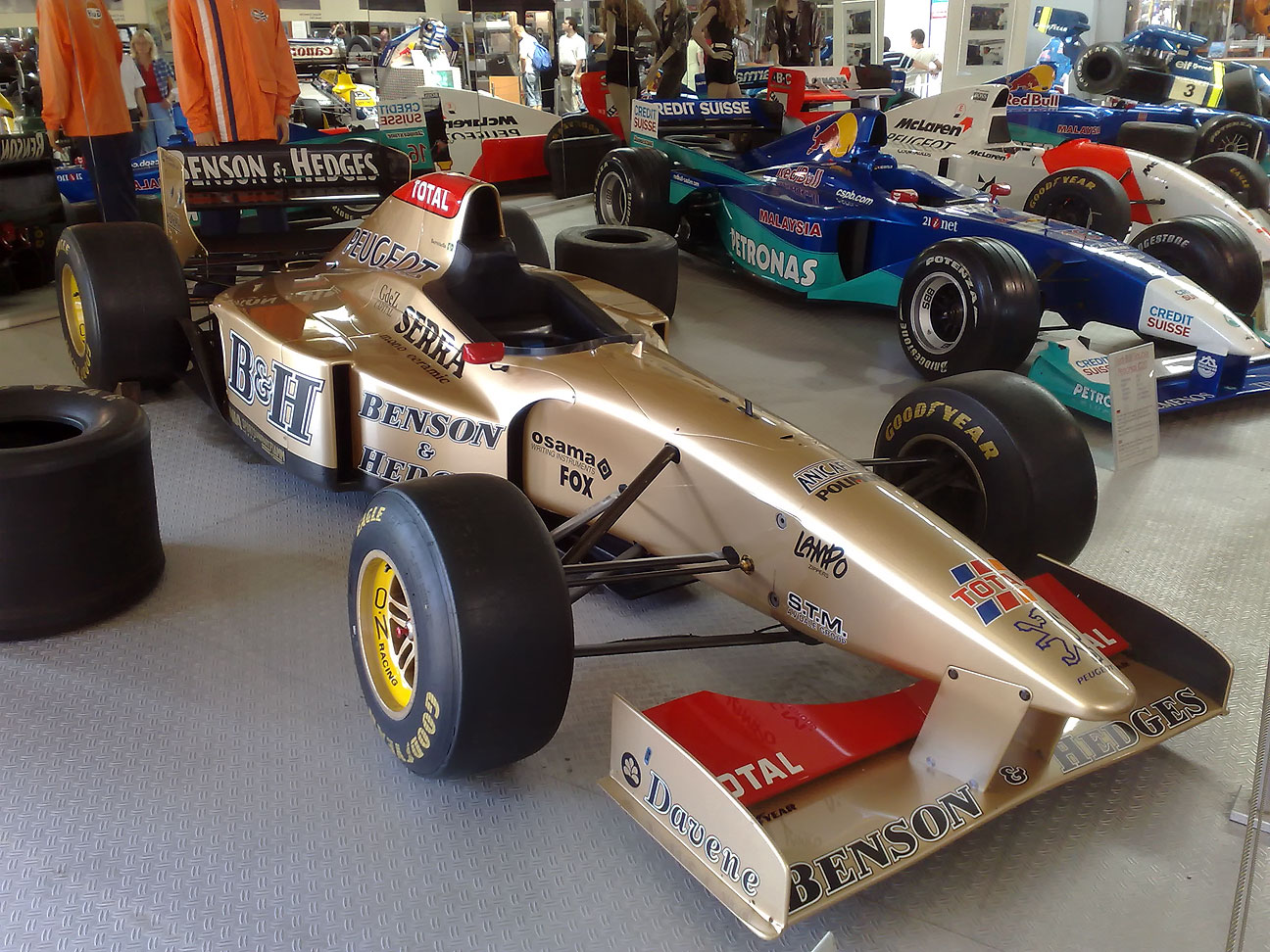
Jordan de 1996 sponsorisée par Benson & Hedges

Pendant de nombreuses années, la marque fut associée à l'écurie de Formule 1 Jordan Grand Prix.